# 团结乡 (安岳县)
团结乡，是中华人民共和国四川省资阳市安岳县曾经下辖的一个乡。2019年12月，撤销团结乡，将其所属行政区域划归长河源镇管辖。

## 行政区划
团结乡撤销前下辖以下地区：
金鼎村、龙凤村、石垭村、龙眼村、高观村、观梅村、明星村、桂香村和团结村。